# Noisolution
Noisolution ist ein Independent-Label und eine Promotionagentur aus Berlin. Gründer und Eigentümer ist Arne Gesemann.

## Geschichte
Unter dem Dach des Berliner Independent-Labels Vielklang Musikproduktion wurde 1995 von Arne Gesemann das Label Noisolution als Sublabel gegründet. Es sollte für die Musikstile Independent, Noise-Rock, Alternative, Punk und Hardcore zuständig sein. Die Mischung aus internationalen und nationalen Bands, aber auch Newcomer-Acts wie etablierten Namen, ließ das Label schnell wachsen und zu einer etablierten Independent-Plattenfirma werden, die überwiegend in deutschsprachigen Vertriebsgebieten arbeitet. Vertriebspartner in Deutschland und Österreich ist die Firma Soulfood bzw. in der Schweiz Irascible.
2005 kaufte Arne Gesemann die Rechte von Vielklang Musikproduktion und machte sich selbstständig und erweiterte den Geschäftsbereich um ein Promotion-Department für labelfremde Veröffentlichungen von nationalen und internationalen Unternehmen. Des Weiteren entstand eine Verlagsedition in Zusammenarbeit mit Chrysalis Publishing unter dem Namen Nois-o-trax.

## Bands (Auswahl)
- 24/7 Diva Heaven
- Vug
- Mother Tongue
- Scumbucket
- Steakknife
- Foetus
- Firewater
- Bottom 12
- Coogans Bluff
- Black Lung
- The Flying Eyes
- Samavayo
- Grande Roses
- The Picturebooks
- C’Aarme
- Desmond Q Hirnch
- Harmful
- Blackmail
- Elektrosushi
- Navel
- Seb Black
- Smoke Mohawk
- Beatnick Filmstars
- Mike Doughty
- Future Fluxus
- Kate Mosh
- Nervous Return
- Jud
- Mumble & Peg
- Reverend Shine Snake Oil Co
- LSD on CIA
- UNS
- xBomb Factory
- Antlered Man
- Fence
- CDOASS
- Emirsian
- Earthbend
- Miles
- Jingo de Lunch
- No Underground
- Rotoskop
- Rich and Kool
- SeeYa
- Ulme
- pandoras.box
- Simple Ones
- Nap
- Hathors
- Dirty Sound Magnet